# عمليات توكلنا على الله
عمليات توكلنا على الله كانت سلسلة من خمس هجمات عراقية جرت مع اقتراب حرب القادسية الثانية/حرب الخليج الأولى من نهايتها. تألفت العمليات من معركة الفاو الثانية، ومعركة بحيرة السمك، ومعركة جزر مجنون، ومعركة دهلران، ومعركة قصر شيرين. وكان هدف العراق في البداية فقط استعادة الفاو، لكن بعد تحقيق نجاح استثنائي في المعارك نظراً لانهيار كامل وحدات الجيش الإيراني حينئذٍ، قررت القيادة العراقية توسيع المعركة في حملة هجومية أكبر.